# Majonicaceae
Die Majonicaceae sind eine ausgestorbene Familie von Nadelbäumen aus der Ordnung der Voltziales. 

## Merkmale
Die Sprosse der Majonicaceae tragen in spiraliger Anordnung ganzrandige, bifaziale Blätter. Heterophyllie kann vorkommen. Die Blätter sind bis 3 cm lang. 
Die Samenzapfen sind zusammengesetzt. An der Zapfenachse stehen in spiraliger Anordnung ganzrandige Brakteen, in deren Achseln die samentragenden Kurzsprosse sitzen. Die Kurzsprosse sind frei oder teilweise mit der Braktee verwachsen. Sie sind bilateralsymmetrisch und bestehen aus 1 bis 15 sterilen Schuppen und zwei bis drei fertilen Schuppen. Jede trägt an der Basis eine einzelne Samenanlage an der abaxialen Oberfläche (abaxial bezogen auf die Achse des Kurzsprosses). Zwei fertile Schuppen stehen lateral und sind zurückgebogen, die dritte Schuppe, so vorhanden, sitzt medial an der adaxialen Seite des Kurzsprosses. Die Samenanlagen an den seitlichen Schuppen sitzen eindeutig lateral oder sind zur adaxialen Seite hin verschoben. Daraus ergibt sich, dass die Samenanlagen nicht in einer Ebene stehen, ein für diese Familie charakteristisches Merkmal. Die fertilen und sterilen Schuppen sind mehr oder weniger stark miteinander verwachsen. Der untere Teil des Kurzsprosses ist stielartig. Samenanlagen bzw. Samen sind bilateralsymmetrisch. Die Samenachse ist gerade. Der Nucellus ist eiförmig und nur an der Basis mit dem Integument verwachsen. Eine Pollenkammer ist vorhanden. Die Hülle der Megaspore ist cutinisiert. 
Der pollenbildende Zapfen ist einfach gebaut. An der Zapfenachse sitzen in spiraliger Anordnung die Mikrosporophylle. Der Pollen ist bisaccoid. 
Die Epidermis der Blätter, Brakteen, Schuppen und Mikrosporophylle ist amphistomatisch, die Spaltöffnungen sitzen an Ober- und Unterseite. Die Spaltöffnungen sitzen häufig in auffälligen Reihen. Die Spaltöffnungsapparate bestehen aus einem Kreis aus fünf bis zehn papillösen Nebenzellen.

## Systematik
Die Familie Majonicaceae wurde 1987 von Clement-Westerhof errichtet unter Miteinbeziehung teils früher beschriebener Gattungen. Sie umfasst folgende Gattungen:
- Majonica, Typusgattung, beschränkt auf das Obere Perm der Alpen, hier eine bedeutende Komponente der Flora.
- Dolomitia, beschränkt auf das Obere Perm der Alpen
- Pseudovoltzia, weit verbreitet im Oberen Perm von Europa
- Lebowskia, 2007 erstbeschrieben, Frühes Perm Nordamerikas[1]

## Belege
- Thomas N. Taylor, Edith L. Taylor, Michael Krings: Paleobotany. The Biology and Evolution of Fossil Plants. Second Edition, Academic Press 2009, S. 816ff., ISBN 978-0-12-373972-8
- Johanna A. Clement-Westerhof: Morphology and Phylogeny of Paleozoic Conifers. In: Charles B. Beck (Hrsg.): Origin and Evolution of Gymnosperms. Columbia University Press, New York 1988, ISBN 0-231-06358-X, S. 298–337, besonders S. 311–316.